# Carcinoscorpius rotundicauda
Genre
Espèce
Statut de conservation UICN

 DD  : Données insuffisantes
Carcinoscorpius rotundicauda, ou limule à queue ronde, est l'une des quatre espèces vivantes et connues de limule. On peut la rencontrer en Indonésie et en Asie du Sud-Est où elle a disparu de l'île de Kinmen à Taïwan. Les quatre espèces de limule vivantes sont similaires du point de vue de leur écologie, de leur morphologie et de leur sérologie. C'est la seule espèce vivante du genre Carcinoscorpius.

## Synonymie
Limulus rotundicauda Latreille, 1802 est le protonyme sous lequel Latreille l'a décrite en 1802. En 1902, Reginald Innes Pocock a créé le genre Carcinoscorpius à partir de cette espèce et l'a renommée Carcinoscorpius rotundicauda (Latreille, 1802).

### GenreCarcinoscorpius
- (en) Catalogue of Life : Carcinoscorpius Pocock, 1902 (consulté le 27 octobre 2021)
- (en) WoRMS : Carcinoscorpius Pocock, 1902 (+ liste espèces)
- (en) Animal Diversity Web : Carcinoscorpius
- (en) NCBI : Carcinoscorpius (taxons inclus)

### EspèceCarcinoscorpius rotundicauda
- (en) Tree of Life Web Project : Carcinoscorpius rotundicauda
- (en) Catalogue of Life : Carcinoscorpius rotundicauda (Latreille, 1802) (consulté le 16 décembre 2020)
- (fr + en) ITIS : Carcinoscorpius rotundicauda
- (en) Animal Diversity Web : Carcinoscorpius rotundicauda
- (en) NCBI : Carcinoscorpius rotundicauda (taxons inclus)
- (en) UICN : espèce Carcinoscorpius rotundicauda (consulté le 17 mai 2015)